# بهروز نورانی‌پور
بهروز نورانی‌پور (زاده ۱۰ دی ۱۳۶۰)، کارگردان و مستندساز سینمای ایران است. او فعالیت هنری خود را با عکاسی در سال ۱۳۷۴ از انجمن سینمای جوانان ایران دفتر سنندج آغاز کرد و در سال ۱۳۸۲ تحصیلات آکادمیک خود را در رشته کارگردانی سینما به پایان رساند. مستند وی تحت عنوان «A157»، به عنوان بهترین مستند سی و چهارمین جشنواره فیلم فجر انتخاب شد.

## جوایز
- برندهٔ سیمرغ بهترین مستند سی و چهارمین جشنواره فیلم فجر[۴]
- برندهٔ بهترین مستند جشنواره بین‌المللی «واچ داکز» لهستان[۵][۶][۷]
- برندهٔ جایزه ویژه هییت داوران در بخش بین‌الملل، جشنواره سینما حقیقت[۸]
- برندهٔ جایزه «بهترین تحقیق و پژوهش» در نهمین جشنواره سراسری فیلم کوتاه دینی رویش[۹]

## فیلم شناسی
- مستند «A157»[۱۰][۱۱][۱۲][۱۳]
- مستند «خدا اشتباه نمی‌کند»[۱۴]
- مستند «زندگی زیر پوست من»[۱۵]
- مستند «جنایت در سکوت»[۱۶]
- فیلم سینمایی دایان[۱۷][۱۸][۱۹][۲۰]
- فصلی میان خواب و ترانه
- سفیران کوچک
- آخرین آرزو
- تلنگری در خاموشی
- ایستاده بمیر
- میعاد در لجن
- دلتای صلح
- ملاقات به سبک ایرانی
- اینجا برف‌ها آب نمی‌شوند
- مجموعه مستندهای ساز دهنی
- فرزندان شب[۲۱][۲۲][۲۳][۲۴]
- مستند سه نُهزارم
- مستند مد و مه